# Pasym (gemeente)
De gemeente Pasym is een stad- en landgemeente in het Poolse woiwodschap Ermland-Mazurië, in powiat Szczycieński.
De zetel van de gemeente is in Pasym.
Op 30 juni 2004 telde de gemeente 5156 inwoners.

## Oppervlakte gegevens
In 2002 bedroeg de totale oppervlakte van gemeente Pasym 149,4 km², waarvan:
- agrarisch gebied: 46%
- bossen: 31%

De gemeente beslaat 7,73% van de totale oppervlakte van de powiat.

## Demografie
Stand op 30 juni 2004:
| Omschrijving                   | Totaal | Totaal | Vrouwen | Vrouwen | Mannen | Mannen |
| ------------------------------ | ------ | ------ | ------- | ------- | ------ | ------ |
| eenheid                        | aantal | %      | aantal  | %       | aantal | %      |
| inwoners                       | 5156   | 100    | 2589    | 50,2    | 2567   | 49,8   |
| bevolkingsdichtheid (inw./km²) | 34,5   | 34,5   | 17,3    | 17,3    | 17,2   | 17,2   |

In 2002 bedroeg het gemiddelde inkomen per inwoner 1345,44 zł.

## Plaatsen
Dybowo, Dźwiersztyny, Elganowo, Grom, Grzegrzółki, Jurgi, Krzywonoga, Leleszki, Michałki, Miłuki, Narajty, Rudziska Pasymskie, Rusek Wielki, Rutki, Siedliska, Słonecznik, Tylkowo.

## Aangrenzende gemeenten
Dźwierzuty, Jedwabno, Purda, Szczytno